# أرينجة أسترالاسية
أرينجة أسترالاسية (الاسم العلمي:Arenga australasica) هي نوع من النباتات تتبع جنس الأرينجة من الفصيلة الفوفلية.